# Mycetophila winnertzi
Mycetophila winnertzi är en tvåvingeart som beskrevs av Lane 1948. Mycetophila winnertzi ingår i släktet Mycetophila och familjen svampmyggor. Inga underarter finns listade i Catalogue of Life.